# Linda Fagan
Linda Lee Fagan (sinh ngày 1 tháng 7 năm 1963) là đô đốc Tuần duyên, bà giữ chức vụ Tư lệnh Tuần duyên Hoa Kỳ. Trước đó, vào năm 2021, bà trở thành Phó Tư lệnh thứ 32 (là nữ đầu tiên) của Cảnh sát biển và là nữ đô đốc bốn sao đầu tiên của Cảnh sát biển.
Vào tháng 4 năm 2022, có thông báo Fagan sẽ được đề cử để kế nhiệm Karl L. Schultz làm Tư lệnh Cảnh sát biển thứ 27, bà trở thành người phụ nữ đầu tiên trong lịch sử Hoa Kỳ thực hiện nghĩa vụ quân sự. Đề cử đã được gửi đến Thượng viện Hoa Kỳ vào ngày 7 tháng 4 năm 2022, được xác nhận vào ngày 11 tháng 5. Bà nhậm chức vào ngày 1 tháng 6.

## Đời tư
Fagan là con gái của Jon Harley Keene và Loann Carol (Morris) Keene. Con gái của bà Aileen cũng tốt nghiệp Học viện Cảnh sát biển Hoa Kỳ.